# Jármos
Jármos (1899-ig Jalova, szlovákul: Jalová) község Szlovákiában, az Eperjesi kerület Szinnai járásában.

## Fekvése
Szinnától 10 km-re északkeletre, a Keleti-Beszkidekben, a Sztarinai-víztározó nyugati oldalán fekszik.

## Története
1568-ban említik először.
A 18. század végén Vályi András így ír róla: „JALOVA. Jalove. Orosz falu Zemplén Várm. földes Ura Révész Uraság, lakosai görögkatolikusok, fekszik nap kel. Sztarina, Darával 1/4, dél. Sztakcsinhoz jó 3/4 órányira, határja két nyomásbéli, leg inkább zabot, középszerűen pedig kevés gabonát, árpát, kölest, tatárkát, és krompélyt terem, földgye hegyes völgyes, sárga agyagos, kavitsal egyeles, erdője kevés, piatzok Ungváron, és Homonnán.”
Fényes Elek 1851-ben kiadott geográfiai szótárában így ír a faluról: „Jalova, orosz falu, Zemplén vmegyében, Szinna fiókja: 179 gör. kath. lak., 203 hold szántófölddel. F. u. Révész. Ut. p. Homonna.”
Borovszky Samu monográfiasorozatának Zemplén vármegyét tárgyaló része szerint: „Jármos, azelőtt Jalova. Kisközség 17 házzal és 103. gör. kath. vallású, ruthén lakossal. Postája Czirókafalu, távírója Szinna. A homonnai uradalomhoz tartozott. Újabbkori birtokosa a Révész család volt. Most Hering Gottfried Jánosnak van itt nagyobb birtoka. A faluban gör. kath. templom van, melynek építési ideje ismeretlen.”
1920 előtt Zemplén vármegye Szinnai járásához tartozott, majd az újonnan létrehozott csehszlovák államhoz csatolták. 1939 és 1945 között ismét Magyarország része.

## Népessége
| Év:            | 1994. | 2004.   | 2014.    | 2024.    |
| -------------- | ----- | ------- | -------- | -------- |
| Emberek száma: | 97    | 89      | 73       | 60       |
| Eltérés:       |       | -8,24 % | -17,97 % | -17,80 % |

| Év:            | 2023. | 2024.   |
| -------------- | ----- | ------- |
| Emberek száma: | 63    | 60      |
| Eltérés:       |       | -4,76 % |

1910-ben 87, túlnyomórészt ruszin anyanyelvű lakosa volt.
2001-ben 86 szlovák lakosa volt.
2011-ben 81 lakosából 74 szlovák volt.

## Nevezetességei
- Szent György tiszteletére szentelt görögkatolikus fatemploma 1772-ben épült.